# Polynema joulei
Polynema joulei är en stekelart som beskrevs av Girault 1918. Polynema joulei ingår i släktet Polynema och familjen dvärgsteklar. Inga underarter finns listade i Catalogue of Life.